# Zespół bolesnych nóg i ruchów palców
Zespół bolesnych nóg i ruchów palców (ang. painful legs-moving toes syndrome) – rzadki zespół chorobowy objawiający się bólem kończyn dolnych i mimowolnymi ruchami stóp lub palców. Najczęściej powstaje na skutek urazu poziomie rdzenia kręgowego, ogona końskiego, korzeni nerwowych lub nerwów obwodowych. 
Skuteczne leczenie nie istnieje. Zwykle nie dochodzi także do samoistnej poprawy.